# Barben

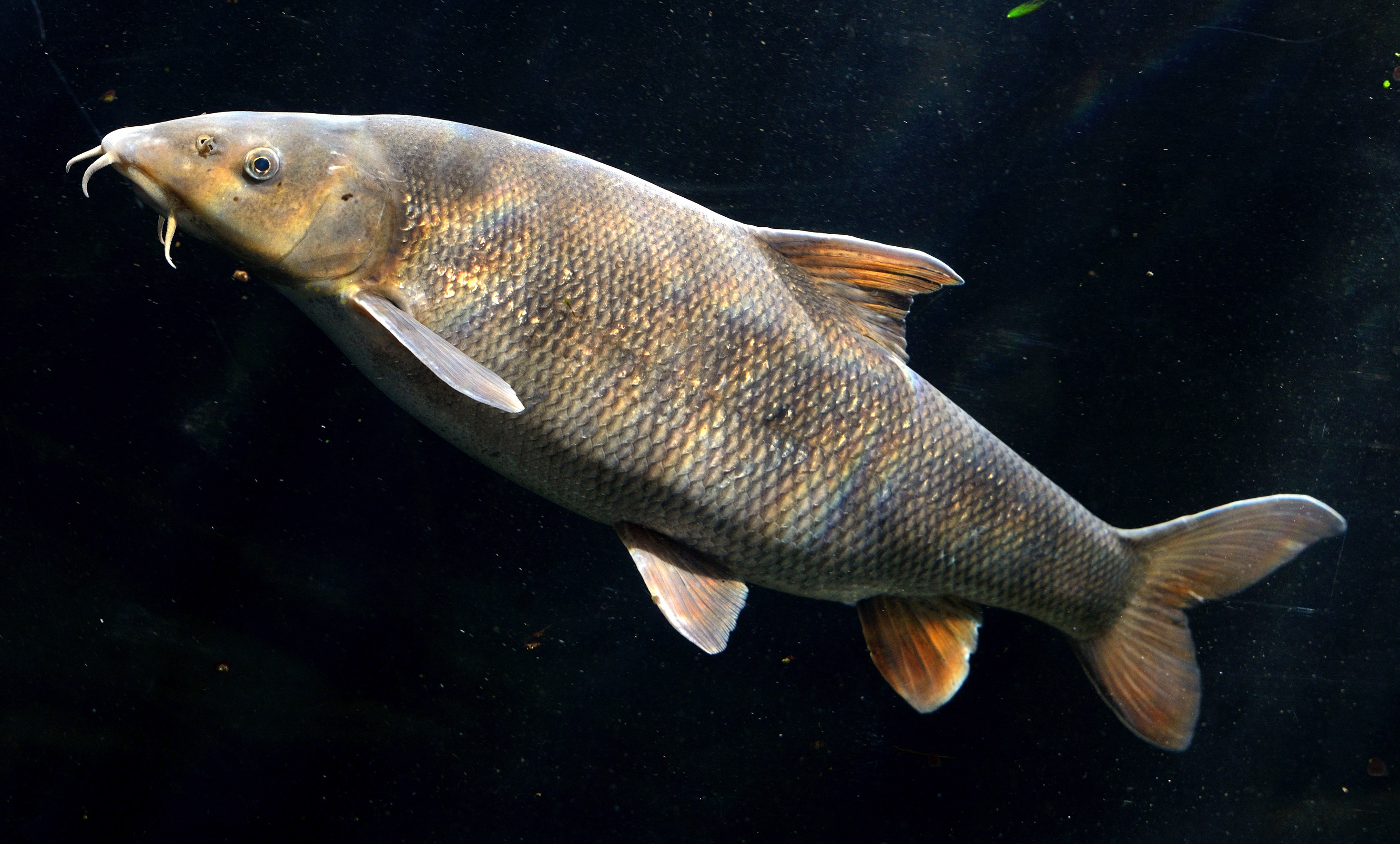
Europäische Flussbarbe (Barbus barbus) in einem Aquarium des Tiergartens Schönbrunn in Wien

Als Barben werden Fische aus verschiedenen Gattungen der Cyprininae, einer Unterfamilie der Karpfenfische, bezeichnet. Im engeren Sinn sind das die Angehörigen der europäisch-westasiatischen Gattung Barbus. Außerdem wird der Begriff für zahlreiche weitere asiatische und afrikanische Karpfenfischarten verwendet. Darunter sind auch zahlreiche klein bleibende Arten aus Süd- und Südostasien, die in Aquarien als Zierfische gehalten werden, z. B. die Sumatrabarbe (Puntigrus cf. tetrazona) oder die Bitterlingsbarbe (Rohanella titteya).
In älteren Systematiken werden die Barben in eine Unterfamilie Barbinae gestellt, die allerdings kein Monophylum darstellt und von den Cyprininae nicht durch diagnostische Merkmale abgegrenzt werden kann.
In einer im Februar 2015 veröffentlichten Revision der Karpfenfischunterfamilie Cyprininae wird eine Tribus Barbini Bleeker, 1859 für Barbus und sechs weitere nah verwandte eurasische und nordwestafrikanische Karpfenfischgattungen eingeführt. Die nahe Verwandtschaft der sieben Gattungen gründet sich ausschließlich auf molekularbiologische Untersuchungen.

## Gattungen der Barbini
- Aulopyge
- Barbus
- Capoeta
- Cyprinion
- Luciobarbus
- Scaphiodonichthys
- Semiplotus

## Belege
1. ↑  Joseph S. Nelson: Fishes of the World, John Wiley & Sons, 2006, ISBN 0-471-25031-7
2. ↑  Lei Yanga, Tetsuya Sado, M. Vincent Hirt, Emmanuel Pasco-Viel, M. Arunachalam, Junbing Li, Xuzhen Wang, Jörg Freyhof, Kenji Saitoh, Andrew M. Simons, Masaki Miya, Shunping He, Richard L. Mayden (2015): Phylogeny and Polyploidy: Resolving the Classification of Cyprinine Fishes (Teleostei: Cypriniformes). Molecular Phylogenetics and Evolution, Februar 2015, doi:10.1016/j.ympev.2015.01.014